# 平実雄
平 実雄（たいら の さねお）は、平安時代初期から前期にかけての貴族。名は実範とも記される。桓武平氏、大納言・平高棟の長男。官位は従五位上・式部少輔。

## 経歴
仁寿3年（853年）正月に従五位下に叙爵し、7月に治部少輔に任ぜられるがまもなく信濃守として地方官に転じる。天安2年（858年）弾正少弼として京官に復す。
清和朝に入り、貞観2年（860年）式部権少輔、貞観5年（863年）式部少輔と式部省の官人を務め、この間の貞観4年（862年）従五位上に叙せられた。また、貞観7年（865年）には式部省の銓擬郡司（郡司選考）の擬文の上奏（郡司読奏）において、式部少輔として名簿を読み上げている。

## 官歴
『六国史』による。
- 時期不詳：正六位上
- 仁寿3年（853年） 正月7日：従五位下。7月1日：治部少輔。7月21日：信濃守
- 天安2年（858年） 7月5日：弾正少弼
- 貞観2年（860年） 2月14日：式部権少輔
- 貞観4年（862年） 正月7日：従五位上
- 貞観5年（863年） 2月16日：式部少輔。3月28日：次侍従